# 金色飘拂草
金色飘拂草（学名：Fimbristylis hookeriana）为莎草科飘拂草属下的一个种。

## 扩展阅读
維基物種上的相關：金色飘拂草